# Vlag van Tinlot
De vlag van Tinlot is op onbekende datum bij raadsbesluit vastgesteld als de vlag van de Luikse gemeente Tinlot. De vlag kan als volgt worden beschreven:
Wit met een rode diagonale baan en zes rode merletten rondom de diagonale baan in 3 en 3.
De vlag komt overeen met het vlagontwerp van de Raad van Heraldiek en Vexillologie (Frans: Conseil d’héraldique et de vexillologie). De vlag is volledig gebaseerd op het gemeentewapen en ziet er dus helemaal hetzelfde uit. Het gemeentewapen is hetzelfde als het familiewapen van de oeradellijke familie Van Eynatten.